# Huidkanker
Huidkanker is een kwaadaardige celwoekering (kanker) van cellen die in de huid voorkomen.

## Types huidkanker
Er zijn drie typen huidkanker die samen meer dan 99% van het totaal uitmaken; afhankelijk van het soort huidcel waar de woekering van uit gaat spreken we van:
- Basaalcelcarcinoom - de minst gevaarlijke vorm, ca 80%
- Plaveiselcelcarcinoom - gaat uit van keratinocyten, ca 15%
- Melanoom - gaat uit van pigmentcellen Hoewel dit type maar 5% van het totaal uitmaakt is het de belangrijkste oorzaak van sterfte aan huidkanker.

### Meer zeldzame types huidkanker

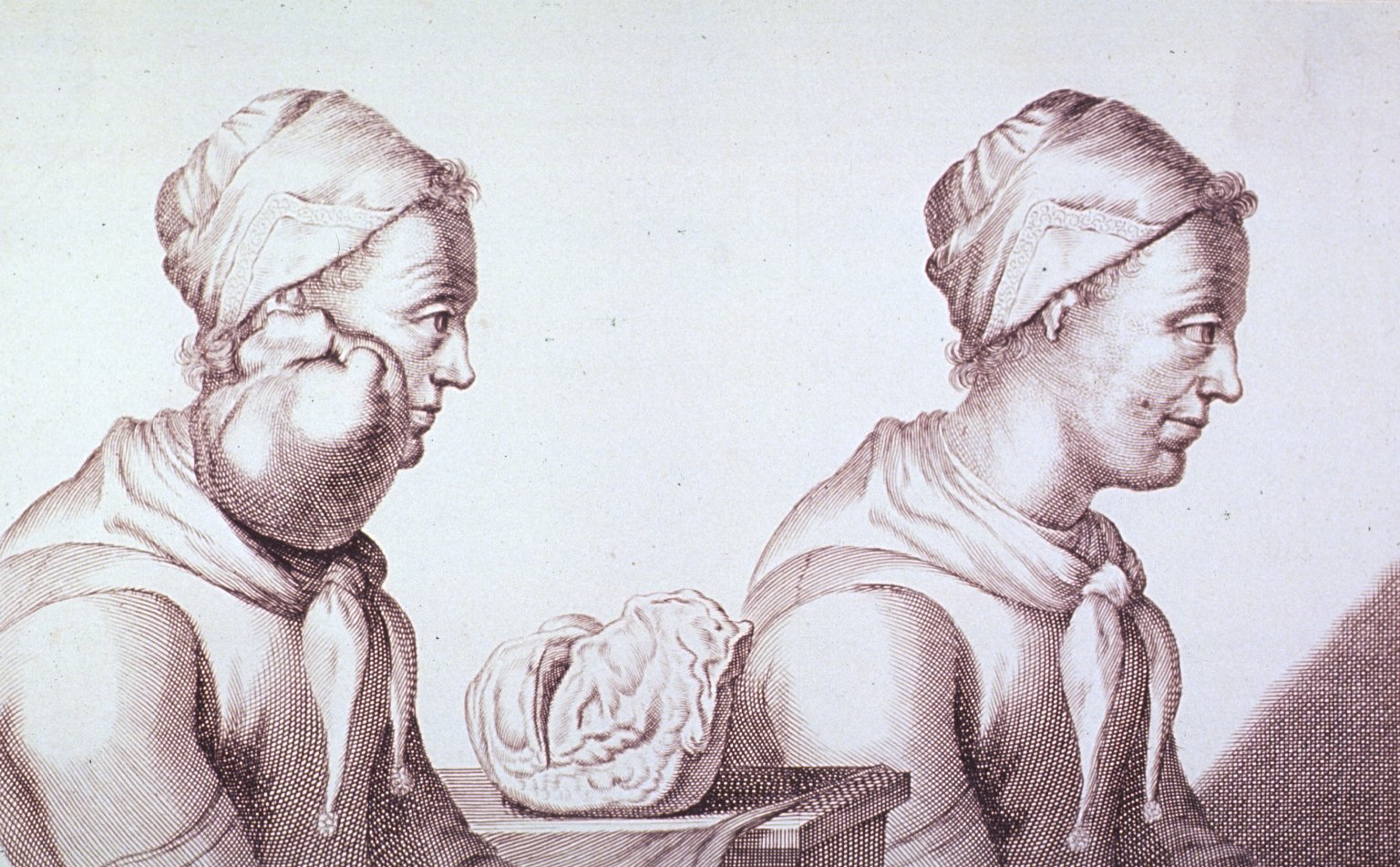
Bij Clara Jacobi werd in 1689 een tumor weggehaald.

- Keratoacanthoom: eigenlijk geen huidkanker, maar een op plaveiselcelcarcinoom lijkende snelgroeiende tumor, die zich goedaardig gedraagt en vaak vanzelf verdwijnt. Omdat de patholoog door de microscoop niet goed het onderscheid kan zien met een plaveiselcelcarcinoom, wordt een keratoacanthoom in het algemeen toch verwijderd.
- Adnextumoren, uitgaande van de huidaanhangselen. Histologisch vertonen deze tumoren kenmerken van haarzakjes, talgklieren, of zweetklieren; al deze weefseltypes worden gevormd door keratinocyten in de opperhuid met een speciale functie.
- Merkelcelcarcinoom. Merkelcellen zijn cellen in de opperhuid die mogelijk een gevoelsfunctie hebben. Het merkelcelcarcinoom is zeer zeldzaam maar heel kwaadaardig.
- Atypisch fibroxanthoom.
- Sarcomen: tumoren die uitgaan van bindweefsel. Dit kunnen fibroblasten in de huid zijn (dermatofibrosarcoma protuberans (huidbindweefselkanker)), of bloedvaten (angiosarcoom, zoals kaposisarcoom).
- Huidlymfomen: tumoren die uitgaan van leukocyten (witte bloedcellen) die de huid als thuisbasis hebben (skin-homing). Binnen deze groep het meest voorkomende type is een T-cellymfoom: mycosis fungoides.
- Ook kunnen in de huid (natuurlijk) metastasen van interne tumoren voorkomen, zoals borstkanker of leukemie (leukaemia cutis). In zeldzame gevallen kan dit het eerste symptoom van de onderliggende kanker zijn.

## Epidemiologie
De eerste drie soorten huidkanker kunnen elk veroorzaakt worden door uv-straling. Risicofactoren voor het ontwikkelen van melanoom zijn, intermitterende (met tussenpozen) blootstelling aan de zon en verbranding door de zon. Voor langdurige blootstelling aan de zon, in verband met het beroep dat men uitoefent, geldt dit niet.

Huidkanker kan ook ontstaan door inwerking van kankerverwekkende stoffen zoals benzeen.
De kansen op genezing bij het veel voorkomende plaveiselcelcarcinoom en met name het basaalcelcarcinoom, dat vrijwel nooit metastaseert zijn gunstig bij tijdige ontdekking en verwijdering, maar die bij het (veel zeldzamere) melanoom niet. Het melanoom is daarmee ondanks zijn relatief lage incidentie verantwoordelijk voor twee derde van het aantal sterfgevallen als gevolg van huidkanker.
Voor al deze drie vormen van huidkanker geldt dat ze de laatste decennia snel in voorkomen toenemen;  bij vrouwen jonger dan 40 jaar sinds de jaren 70 mogelijk zelfs verdrievoudigd. Waar dit voorheen slechts 13 per 100.000 vrouwen trof, werden deze huidkankers in 2003 bij 32 vrouwen op 100.000 vastgesteld. Daarbij is er een relatie tussen de sociaal-economische status van een persoon en zijn of haar risico op huidkanker. De belangrijkste oorzaak wordt echter  toch gezocht in een leefstijl waarbij zonblootstelling gedurende het leven sterk is toegenomen. 
In het bijzonder is zonnebaden zonder bescherming schadelijk (er wordt aangeraden maximaal 15 minuten lang in de zon te liggen) en het veelvuldig gebruik maken van de zonnebank. Met name personen die in het verleden blaren hebben gehad als gevolg van zonnebrand blijken een verhoogd risico op huidkanker te hebben. Verder lopen personen die buiten werken, zoals agrariërs en bouwvakkers een aanzienlijk vergroot risico op huidkanker. Opvallend daarbij is dat juist deze laatste groep niet snel geneigd is zich op de aanwezigheid van huidkanker te laten controleren.
Volgens het in oktober 2019 verschenen ´´rapport Huidkanker in Nederland´´ van het Integraal Kankercentrum Nederland (IKNL) is gedurende de afgelopen dertig jaar het aantal gevallen van huidkanker sterk toegenomen. Die toename gaat sneller dan de vergrijzing en leidt tot toenemende druk bij ziekenhuizen. De toename bedraagt bijna 70.000 huidkankerpatiënten per jaar: gemiddeld zo'n 900 nieuwe patiënten per ziekenhuis. De patiënten zijn vooral ouderen.  Het IKNL pleit dan ook voor een nationaal preventieplan om het toenemende aantal huidkankerpatiënten terug te dringen.

## Detectie en diagnose
Bij de behandeling van huidkanker is het belangrijk een plek zo vroeg mogelijk te behandelen, omdat daarmee zowel de kans op overleven toeneemt alsmede de zwaarte van de behandeling afneemt. De detectie van huidkanker in een vroeg stadium is daarom van waarde. De meest voor de hand liggende methode van detectie is een regelmatige controle door een gespecialiseerde arts. Daarbij staan hem of haar verschillende ondersteunende technologieën ter beschikking. Een techniek die voor opsporing van melanomen weleens wordt toegepast (maar alleen bij mensen met grote aantallen moedervlekken) is het zogeheten "mole-mapping", waarbij door middel van een foto het aantal donkere vlekken op de huid wordt bijgehouden en op verandering wordt gecontroleerd. De ontwikkeling van een individuele plek is van voorspellende waarde, zodat het maken van een (dermatoscopische) opname met een digitale dermatoscoop de arts kan helpen bij het opsporen van verdachte plekken. Bij de detectie van non-melanoma huidkanker kan men gebruikmaken van fluorescentie detectie. Hierbij worden door middel van in liposomen verpakt 5-aminolevulinezuur in combinatie met een fluorescentie detectie systeem de verdachte plekken opgespoord. Deze laatste technologie is des te interessanter, daar met name non-melanoma huidkanker vanwege de weinig opvallende kleur maar moeilijk op te sporen is. Dit wordt echter maar heel weinig gedaan; vrijwel alle huidkankers worden opgespoord door inspectie, indien nodig gevolgd door een biopsie (afnemen van een monster) dat vervolgens microscopisch wordt onderzocht.
Een vuistregel die behalve door artsen ook voor gebruik door het publiek geschikt is, is de ABCDE-methode, waarmee van moedervlekken kan worden bepaald of het de moeite is ze eens nader te bekijken.
Nadat een verdachte plek of een groep verdachte plekken is opgespoord, zal de arts een diagnose stellen. Daarbij zal deze vaak een dermatoscoop gebruiken. Bij dermatoscopie van gepigmenteerde huidplekken zijn er verschillende methoden om de waargenomen afwijkingen in een systeem te duiden ter bepaling van de kans op een melanoom, zoals, de Menzies methode en de zeven punten checklist. Ook bij de diagnose van non-melanoma huidkanker is een dermatoscoop vaak nuttig, waarbij gezien het belang van de bloedvaten de arts een voorkeur zal hebben voor een gepolariseerde dermatoscoop. Mocht een arts twijfelen over een bruine plek, dan zal hij deze geheel wegsnijden en ter beoordeling naar een pathologisch laboratorium sturen. Bij een plek die verdacht is voor een non-melanoma vorm van huidkanker kan met een minder ingrijpend biopt volstaan worden. Op termijn zullen deze invasieve methoden mogelijk deels  vervangen kunnen worden door meer moderne technologieën zoals two-photon laser-scanning fluorescence microscopy en optical coherence tomography.

## Preventie en Behandeling
Het is belangrijk om je te beschermen tegen huidkanker. Mensen kunnen zich beschermen door: 
- Goed gebruik maken van een zonnecrème (liefst vanaf factor 30 of meer)[15]
- Beschermende kledij dragen (bv. lange mouwen, hoeden,..)[16]
- Vermijden van blootstelling  aan de zon tussen 12-15 uur middags (in België)[16]
- Door zoveel mogelijk de schaduw op te zoeken[16]
- Vermijd de zonnebank[17]
- Goed de huid nakijken op verdachte plekjes[17]

De meest toegepaste behandelingen bij huidkanker
zijn:
- excisie (wegsnijden) van de plek in zijn geheel, gevolgd door microscopisch onderzoek of de verwijdering compleet is, en nacontroles van de patiënt gedurende een bepaalde periode.
- op lastige plaatsen komen bij basaalcelcarcinoom complexere vormen van (chirurgie), in het bijzonder Mohs' chirurgie in aanmerking;

zeker bij melanoom is complete chirurgische verwijdering de enige in aanmerking komende eerste behandeling. Afhankelijk van het stadium kan ook nog verwijdering van lymfklieren in het aangedane gebied nodig zijn.
Andere methoden kunnen (zelden) weleens worden toegepast, afhankelijk van locatie, aard en groeiwijze van de tumor. Een nadeel van al deze methoden is dat men geen microscopisch onderzoek meer kan doen van de verwijderde tumor.
- lokale cremes met fluorouracil of imiquimod (immunotherapie)
- laser ablatie;
- bevriezing (cryochirurgie);
- wegbranden (elektrodissecatie);
- bestraling (radiotherapie);
- fotodynamische therapie: bij deze techniek worden de kankercellen eerst gevoelig gemaakt voor licht, en vervolgens belicht zodat de kankercellen afsterven.

Welke behandeling wordt toegepast, is afhankelijk van de plaats en grootte van de tumor en van leeftijd en conditie van de persoon bij wie de tumor wordt geconstateerd.